# Joe Staton
Joe Staton (né le 19 janvier 1948 en Caroline du Nord) est un dessinateur de bande dessinée américain travaillant pour l'industrie du comic book, DC Comics en particulier.

## Biographie
Joe Staton naît le 19 janvier 1948 en Caroline du Nord. Il commence à travailler dans les comics en 1971 lorsqu'il est engagé par Charlton Comics. Là il crée le personnage de E-Man avec le scénariste Nicola Cuti en 1973. Puis il travaille pour Marvel Comics et Warren Publishing avant de rejoindre DC Comics où il fait l'essentiel de sa carrière. En effet, il participe à la relance de la Société de Justice d'Amérique puis dessine les séries dérivées Power Girl et The Huntress. Il est ensuite le dessinateur des séries Superboy and the Legion of Super-Heroes et Green Lantern. Dans les années 1980, il quitte quelque temps DC pour être responsable artistique chez First Comics mais au bout de trois ans il revient chez DC où il reprend Green Lantern. À partir de la fin des années 2000, il dessine surtout des adaptations de dessins animés comme Scooby-Doo. Pour Harvey Comics, il dessine aussi des adaptations de dessins animés comme Casper le gentil fantôme, Richie Rich ou Archie Super-teens. Depuis 2011, Joe Staton est le dessinateur du comic strip Dick Tracy sur des scénarios de Mike Curtis. Ils succèdent à l'équipe de  Dick Locher (scénario) et Jim Brozman (dessin).

## Œuvres publiées en français
- Au nom de la famille, avec Jerome Charyn, Casterman, coll. « Manga », 1995.
- Plusieurs histoires dans Scooby-Doo! vol. 3-7, avec divers scénaristes, Jungle, 2006-2008.

## Prix et récompenses
- 1998 : Prix Eisner du meilleur album pour Batman & Superman Adventures: World's Finest (avec Terry Beatty et Paul Dini)
- 2013 à 2015 : Prix Harvey du meilleur comic strip pour Dick Tracy (avec Mike Curtis)